# Marcos Mariano Paz
Marcos Mariano Paz Cascallares (8 de diciembre de 1843 - 8 de enero de 1904) fue un político y militar argentino. Designado en 1880 por el presidente Julio Argentino Roca para ser el primer Jefe de la Policía de la Capital, nombre que recibía entonces la fuerza de seguridad pública de la ciudad de Buenos Aires. Su gestión se extendió hasta el año 1885 y a lo largo de ella llevó adelante la tarea de estructurar y modernizar a la institución, en el marco del proceso de consolidación del estado nacional.
Aunque principalmente es reconocido por esta labor, fue además Prefecto General de Puertos, Intendente General de Guerra, Coronel de la Guardia Nacional, Diputado de la Legislatura de la Provincia de Buenos Aires entre 1876 y 1880 y Diputado Nacional por la Provincia de Buenos Aires entre 1891 y 1894.
Fue hijo de Marcos Paz, Vicepresidente de la Nación del gobierno nacional presidido por Bartolomé Mitre entre los años 1862 y 1868 y de Micaela Cascallares. Su esposa, Juana Cruz Dolores Victorica Urquiza, era nieta de Justo José de Urquiza, otro expresidente argentino. A su vez era hermano de Máximo Alejandro Paz, quien se desempeñaría como Gobernador de la Provincia de Buenos Aires entre 1887 y 1890.  

## Actuación como Jefe de la Policía de la Capital
Producida la federalización de la ciudad de Buenos Aires y convertida esta en Capital de la Nación, la provincia homónima entregó la conducción de su fuerza policial al Ministro del Interior del Presidente Roca, Dr. Antonio del Viso, el día 4 de diciembre de 1880. Inmediatamente, el Dr. Marcos Paz, que hasta ese día se desempeñaba como Secretario de Estado en el Departamento de Justicia, fue designado jefe de la institución que pasó a denominarse Policía de la Capital.
Su extendida gestión puede ser considerada fundacional, principalmente a partir de una intensa labor de reorganización administrativa y de obtención de recursos para modernizar la institución. Una de sus primeras decisiones fue la creación de la Comisaría del Puerto y la Ribera, zona cada vez más importante de la ciudad al compás de la consolidación del modelo agroexportador. A la par, obtuvo la autorización para sumar una centena de agentes nuevos al Cuerpo de Vigilantes.
Hombre de sólida formación intelectual, volcó también sus preocupaciones a la capacitación de los integrantes de la fuerza, ordenando la redacción de un Manual de Procedimientos que sirviera de guía al personal para su correcto desenvolvimiento cuando le tocara intervenir. A este manual se pueden agregar las “Instrucciones para Sargentos, Cabos y Vigilantes” que reglamentaban la forma en que debía cumplirse el servicio de calle, la correcta presentación y aseo, la forma respetuosa en que debían dirigirse a la ciudadanía y muchas alternativas más. Era obligatorio para el efectivo concurrir a su servicio con una copia de ese reglamento.
En la misma dirección debe leerse la creación de la Imprenta de Policía, destinada no solo a la fabricación de papelería de uso corriente para la propia fuerza sino también a la edición de publicaciones de divulgación de la tarea policial. Paz fue también fue el responsable de la creación de la primera Escuela de Sargentos, aunque esta debió cerrar más adelante por razones presupuestarias.
Supo aprovechar la tecnología disponible en la época, introduciendo el código morse para las comunicaciones con y entre las comisarías. También apeló al uso de la fotografía, ordenando que todos los “ladrones conocidos” fueran fotografiados y sus retratos colocados en las salas internas de las dependencias policiales para conocimiento del personal. En tal sentido, bien puede verse esta medida como un antecedente inmediato a la confección del libro Galería de ladrones de la capital, que años después elaborara el Jefe de la Comisaría de Pesquisas y también periodista y escritor José Sixto Álvarez, alias “Fray Mocho”.
En 1884 sus gestiones ante el Poder Ejecutivo y el Poder Legislativo Nacional lograron la aprobación de la Ley 1449 para la construcción de un edificio destinado a ser sede del Departamento Central de la Policía Federal Argentina
Uno de sus objetivos fue consolidar la estructura administrativa y funcional de la institución. Entre otras medidas, merecen destacarse la consolidación del cargo de Comisario Inspector, aclarando que el Jefe de la llamada Comisaría de Inspección era superior a los comisarios de las otras seccionales y que por lo tanto debían admitir el control de este sobre los servicios internos y externos que brindaban esas reparticiones.
Aunque nunca logró coronar con éxito sus esfuerzos en pos de que el Congreso Nacional sancionara un Estatuto Orgánico para la Policía de la Capital, trató al menos de enmendar esta carencia con la redacción de un Reglamento Interno que entró en vigencia el 20 de abril de 1885. El mismo constaba de 325 artículos a lo largo de los cuales se definían las funciones y atribuciones de la institución y los deberes de sus miembros.
Con esta última medida culmina prácticamente su actuación como jefe policial, ya que pocos días después, el 7 de mayo de ese mismo año presentó su renuncia al Ministro del Interior. Continuaría su vida activa siempre ligado a la tarea política como hombre del Partido Autonomista Nacional, desempeñando cargos ejecutivos y legislativos. Falleció en la ciudad de Santa Fe el 8 de enero de 1904, a los 60 años.